# Cámara hipóxica
Una cámara de simulación de altitud, también conocida como la cámara hipóxica, es un espacio cerrado que simula las condiciones de altitud elevada manteniendo una baja concentración de oxígeno.
La cámara hipóxica es utilizada por atletas y por ciclistas para estimular la adaptación del cuerpo a la altitud e incrementar el número de glóbulos rojos en sangre y estimular la secreción de ciertas enzimas.
El beneficio para los atletas es el incremento de la cantidad de oxígeno disponible para la musculatura, y para los ciclistas y escaladores el de evitar el mal de altura y hacer un uso más eficiente del escaso oxígeno encontrado en las alturas elevadas.
El concepto básico detrás de la cámara hipóxica es que vivir en la altitud hace que el cuerpo se adapte a la baja presión parcial del oxígeno y produzca como consecuencia directa un mayor número de glóbulos rojos y una mayor generación de hemoglobina. Esto mejora el desempeño del atleta porque su organismo es capaz de alimentar la musculatura durante el ejercicio extremo.
Dormir en un ambiente de altitud simulada le permite al cuerpo adquirir las ventajas de la adaptación a la altitud mientras que le permite al atleta desarrollar su entrenamiento a baja altitud donde hay un nivel enriquecido de oxígeno, donde los músculos se pueden desempeñar a un nivel normal. La cámara de altitud es una de las formas en que los atletas viviendo en un ambiente de baja altitud pueden dormir en un ambiente similar al de la altitud elevada.
En lugar de simular la altitud bajando la presión del aire, la cámara de altitud mantiene la presión normal del aire. La baja presión se sustituye por la baja concentración de oxígeno encontrada a niveles de baja presión.
El aire contiene en promedio un 20.9% de oxígeno independiente de la altitud, mientras que el aire en la cámara hipóxica contiene aproximadamente un 12% (el resto es, casi totalmente, nitrógeno). Sin embargo, la presión parcial del oxígeno dentro de la cámara hipóxica es la misma que la encontrada en la elevación de montaña que la cámara simula.
La mayoría de las cámaras hipóxicas crean el ambiente hipóxico mediante un generador de aire hipóxico, que bombea el aire hacia el interior de la cámara desplazando el aire rico en oxígeno y el aire espirado por el ocupante. La mayoría de los atletas simulan altitudes de entre 2500 y 3600 metros.
Las cámaras comerciales están disponibles en diferentes modelos. La más popular es parecida a una tienda de campaña que tiene venteos de malla de poliamida. El aire desplazado es expulsado de la tienda a través de dicha malla. El aire hipóxico es bombeado dentro de la tienda mediante una manguera lo suficientemente larga para poder colocar el generador de aire hipóxico en otra habitación para aislar la tienda del ruido de este. Estas cámaras hipóxicas son diseñadas para poder colocar una cama normal y hacer el sueño más placentero.

## Debate
El uso de cámaras hipóxicas ha sido objeto de debates éticos en la agencia antidopaje (WADA), que afirma que puede ser el equivalente a dopaje por sangre y por lo tanto debería ser prohibido.

## Deportistas hipóxicos
Es conocido que Raúl González Blanco, segundo máximo goleador de la historia del equipo de fútbol Real Madrid, utilizó esta técnica desde mediados del 2007, después de conseguir el título de liga con Fabio Capello como entrenador.